# Juha Dahllund
Juha Kalevi Dahllund (Helsinki, 20 maart 1954) is een voormalig profvoetballer uit Finland, die speelde als middenvelder gedurende zijn carrière. Hij beëindigde zijn actieve loopbaan in 1992 bij de Finse club Vantaan Pallo-70. Hij werd in 1981 uitgeroepen tot Fins voetballer van het jaar, samen met Aki Lahtinen.

## Interlandcarrière
Dahllund kwam – inclusief duels voor de olympische ploeg – in totaal 22 keer uit voor de nationale ploeg van Finland in de periode 1976-1984. Hij maakte zijn debuut onder leiding van bondscoach Aulis Rytkönen op 8 september 1976 in de vriendschappelijke uitwedstrijd tegen Schotland (6-0 nederlaag) op Hampden Park in Glasgow, net als Matti Ahonen. Dahllund, bijgenaamd "Dalla", vertegenwoordigde zijn vaderland vier jaar later bij de Olympische Spelen in Moskou, waar Finland werd uitgeschakeld in de eerste ronde.

## Erelijst
HJK Helsinki
- Fins landskampioen

1973, 1978, 1981, 1985
- Suomen Cup

1981, 1984
- Fins voetballer van het jaar

1981